# 丹麦国铁MA型柴油动车组
丹麦国铁MA型柴油动车组（丹麥語：Litra MA）是丹麦国家铁路曾经使用的一型动力集中式柴油动车组，用于准高速旅客列车。该型动车组由德国制造，原型车是曾用于担当全欧快车的“德国联邦铁路VT11.5型柴油动车组”。“丹麦国铁MA型柴油动车组”与原型车“德国联邦铁路VT11.5型柴油动车组”大同小异。“丹麦国铁MA型柴油动车组”共制造11组半列车，使用时通常将两组半列车连起来使用，每组半列车为4节编组，两组半列车连起来组成完整的列车后为8节编组，这两组半列车也可以拆开。使用两组半列车组合为一列列车设计，而不是直接使用一列完整的列车是为配合大贝尔特海峡渡轮使用，大贝尔特海峡渡轮无法在不解编的前提下装载一列完整的长编组列车。

丹麦国铁MA型柴油动车组模型和大贝尔特海峡渡轮模型的同框照片
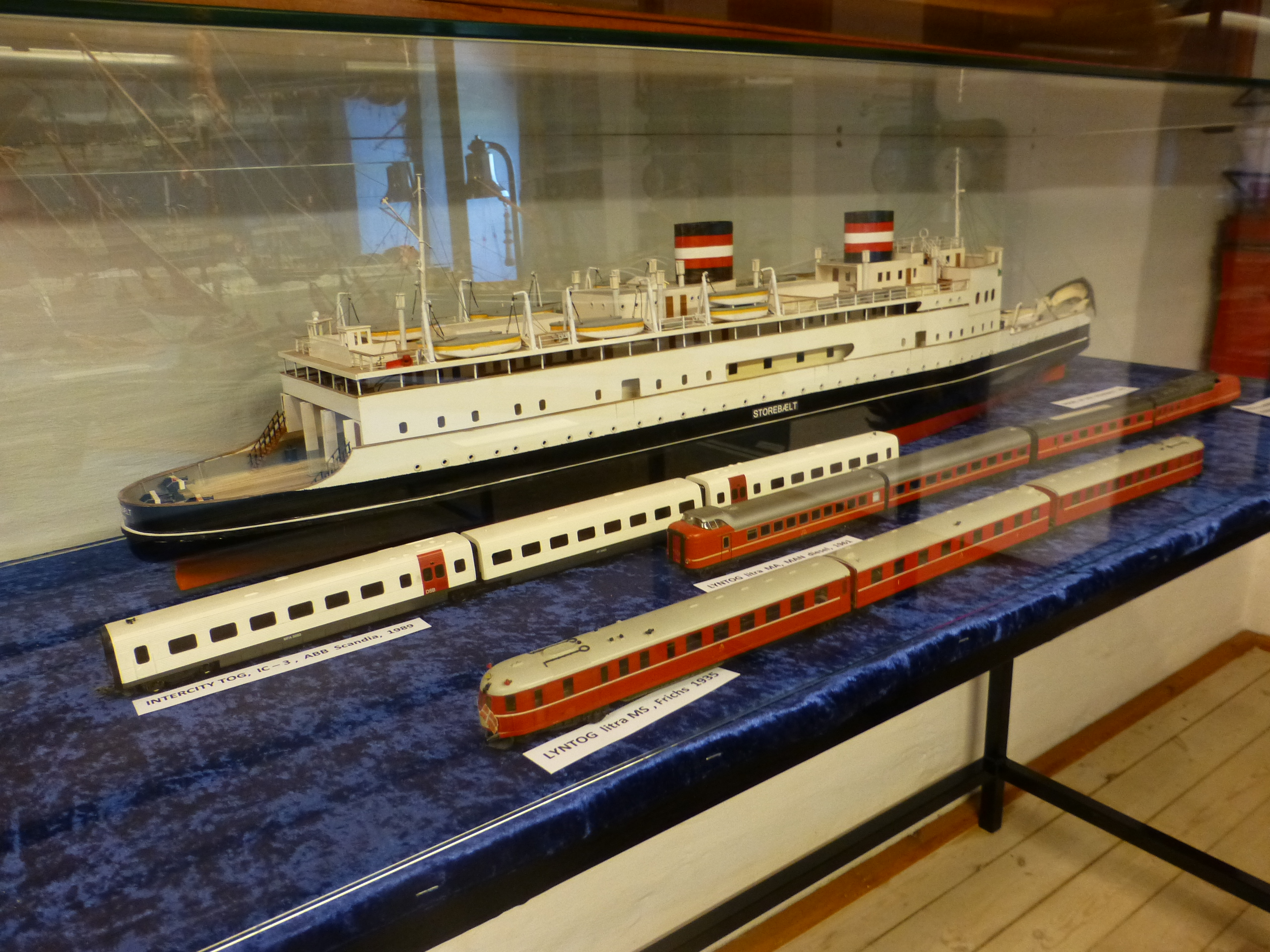
丹麦国铁MA型柴油动车组模型和大贝尔特海峡渡轮（英语：Great Belt ferries）模型的同框照片
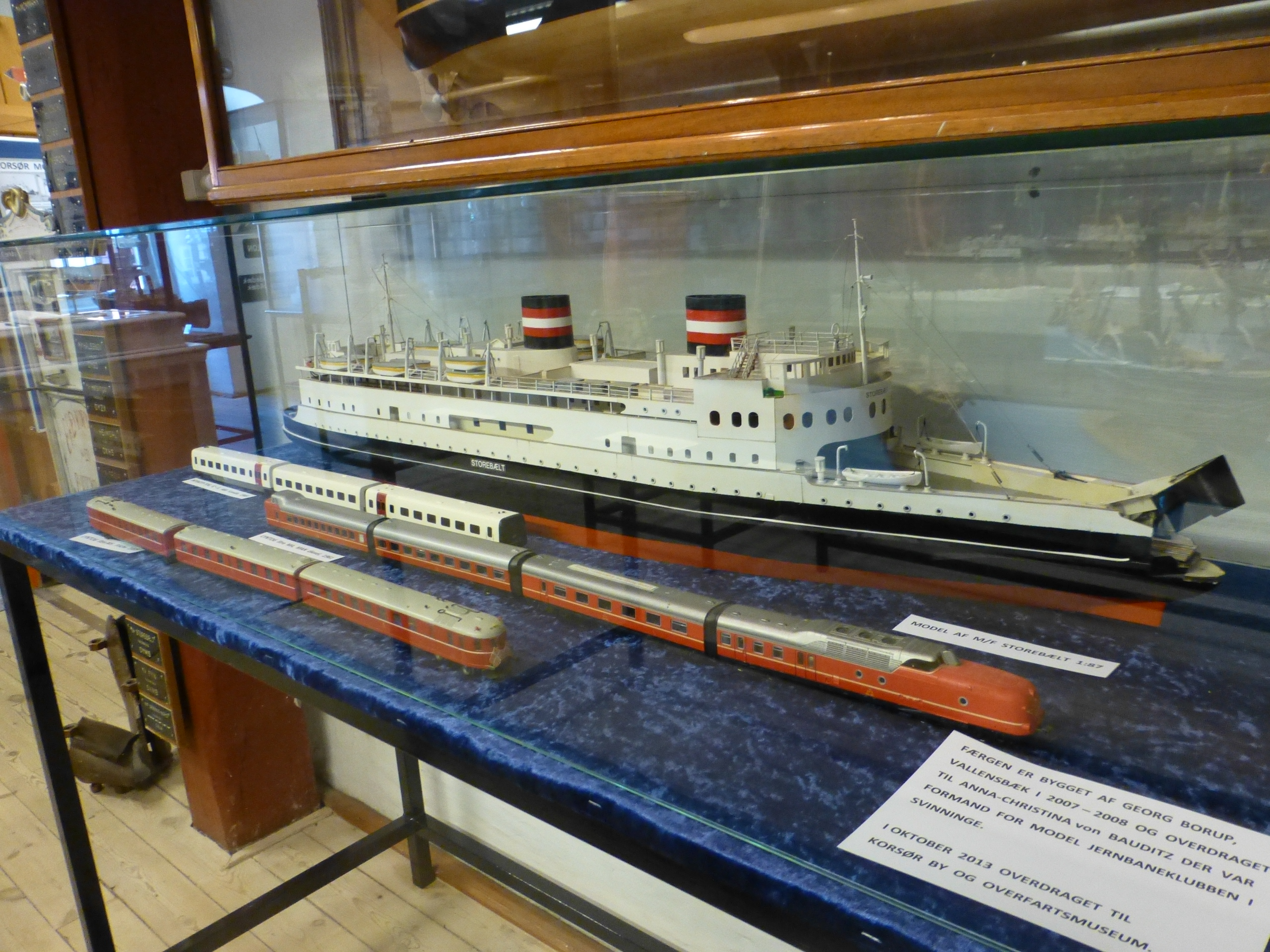
图中4节编组的红色火车模型为“丹麦国铁MA型柴油动车组”，白色火车模型为“城际3型柴油动车组”，3节编组的红色火车模型为“丹麦国铁MS型柴油动车组”。
- 图中4节编组的红色火车模型为“丹麦国铁MA型柴油动车组”，白色火车模型为“城际3型柴油动车组”，3节编组的红色火车模型为“丹麦国铁MS型柴油动车组”。

## 历史
1963年首次投入使用，初始用户为丹麦国家铁路。是丹麦国家铁路旗下闪电列车所使用的第二代动车组。1989年，能够取代“丹麦国铁MA型柴油动车组”的“城际3型柴油动车组”开始交付。1990年2月15日，丹麦国铁MA型柴油动车组”全部退出丹麦国家铁路运营。之后，其中一组半列车被丹麦铁路博物馆收藏。

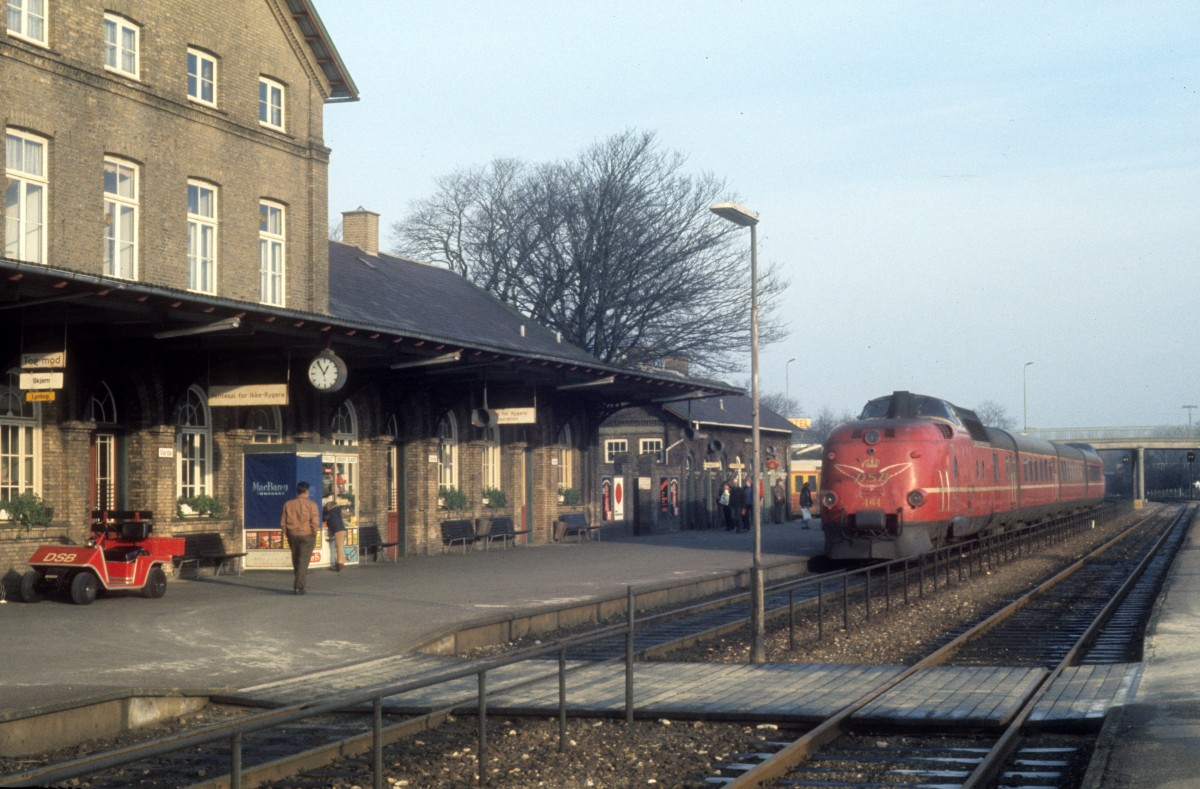
丹麦国家铁路使用期间的“丹麦国铁MA型柴油动车组”，1975年11月24日拍摄。
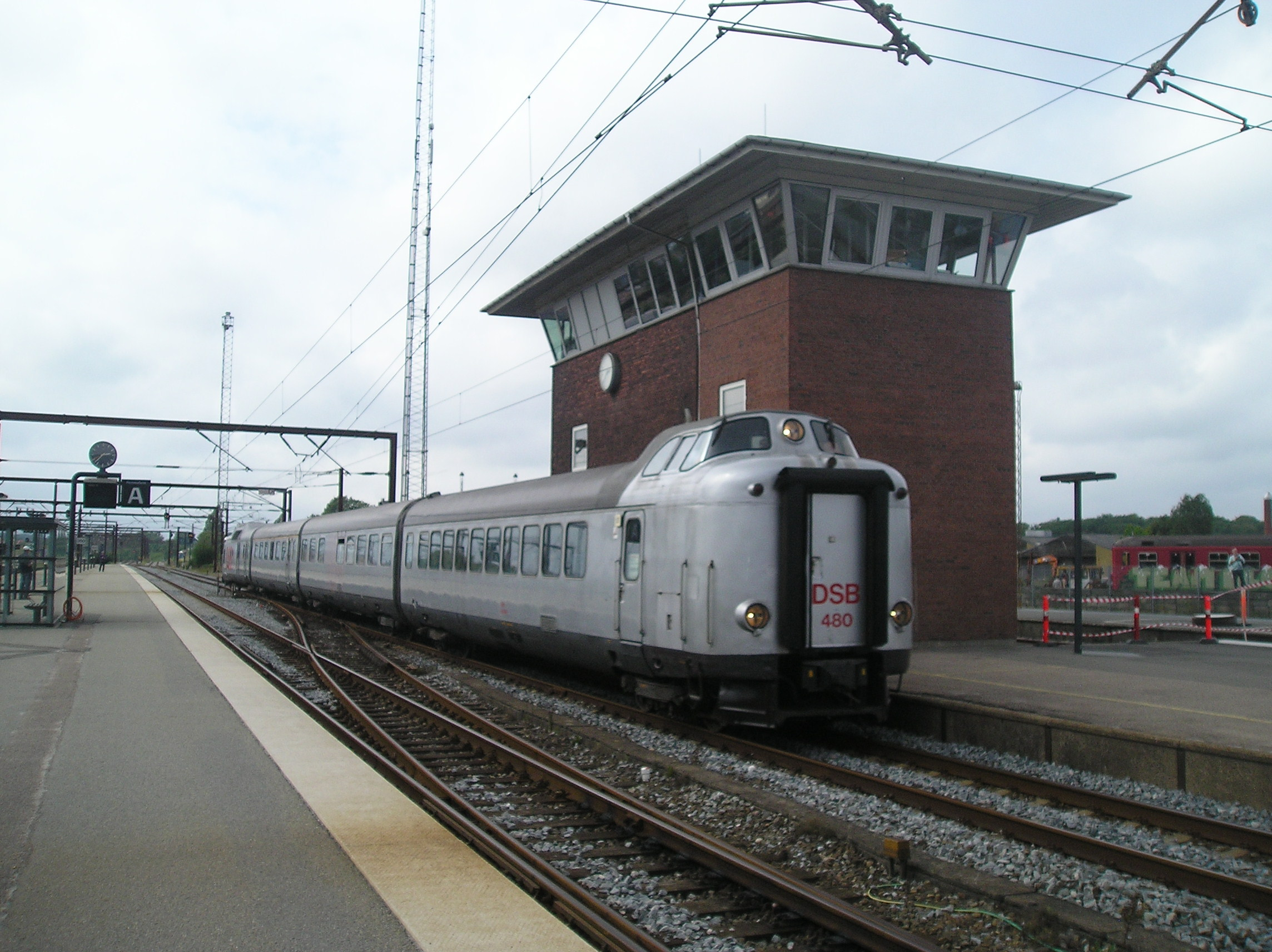
2010年8月21日时的“丹麦国铁MA型柴油动车组”，拍摄于欧登塞站。
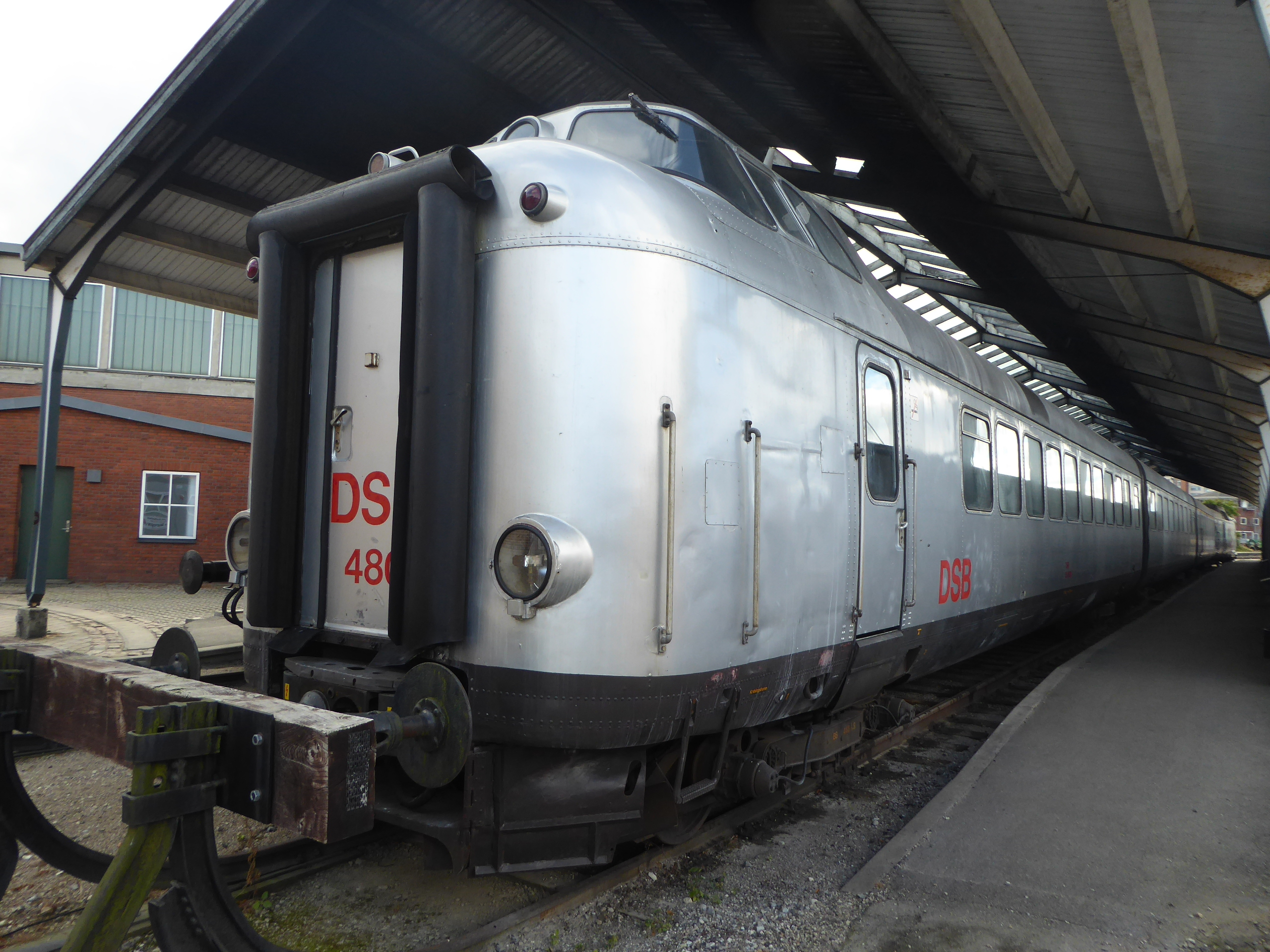
陈列于丹麦铁路博物馆（丹麥語：Danmarks Jernbanemuseum）的“丹麦国铁MA型柴油动车组”，2016年10月8日拍摄。
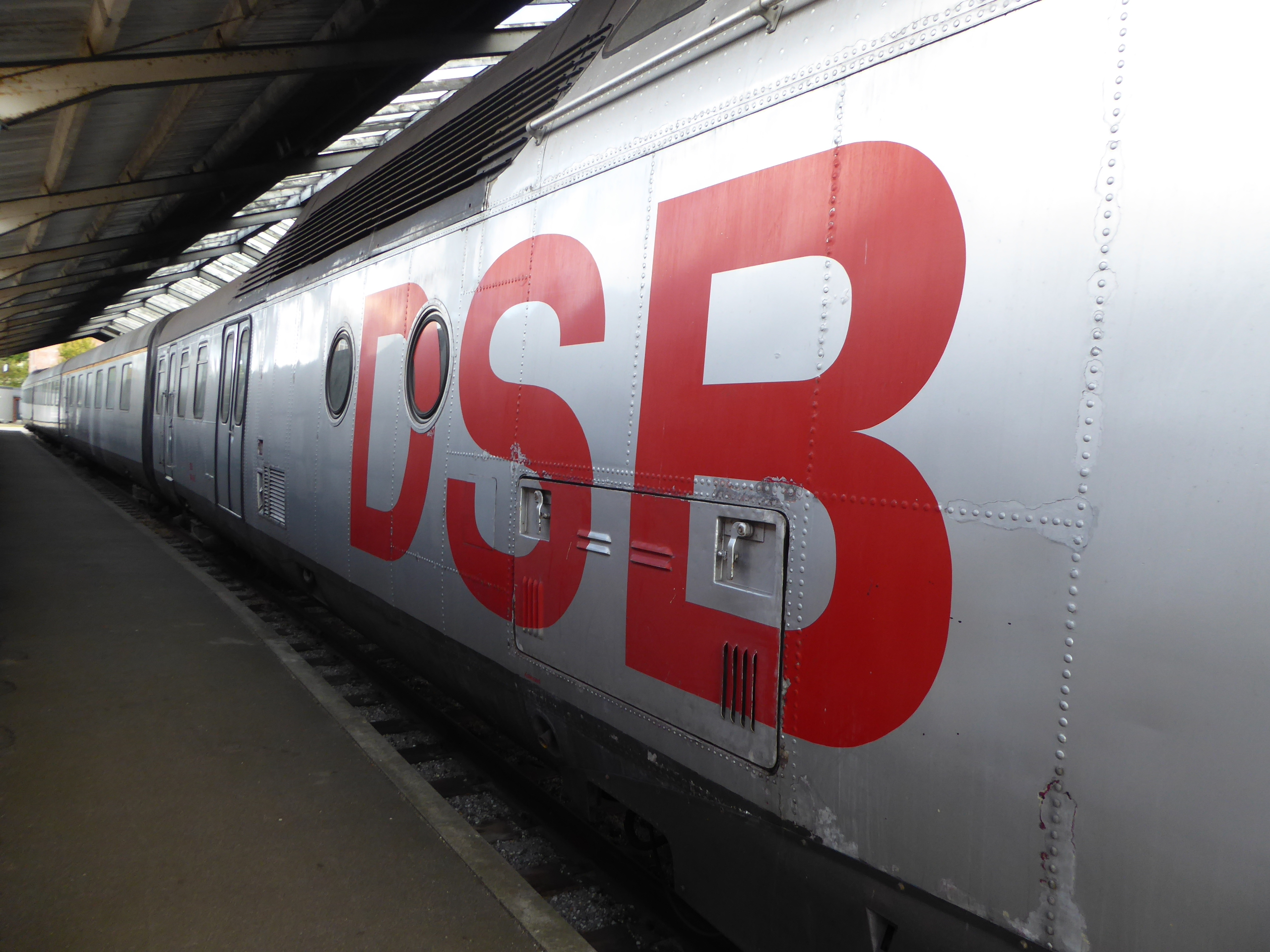
陈列于丹麦铁路博物馆（丹麥語：Danmarks Jernbanemuseum）的“丹麦国铁MA型柴油动车组”，2016年10月8日拍摄。
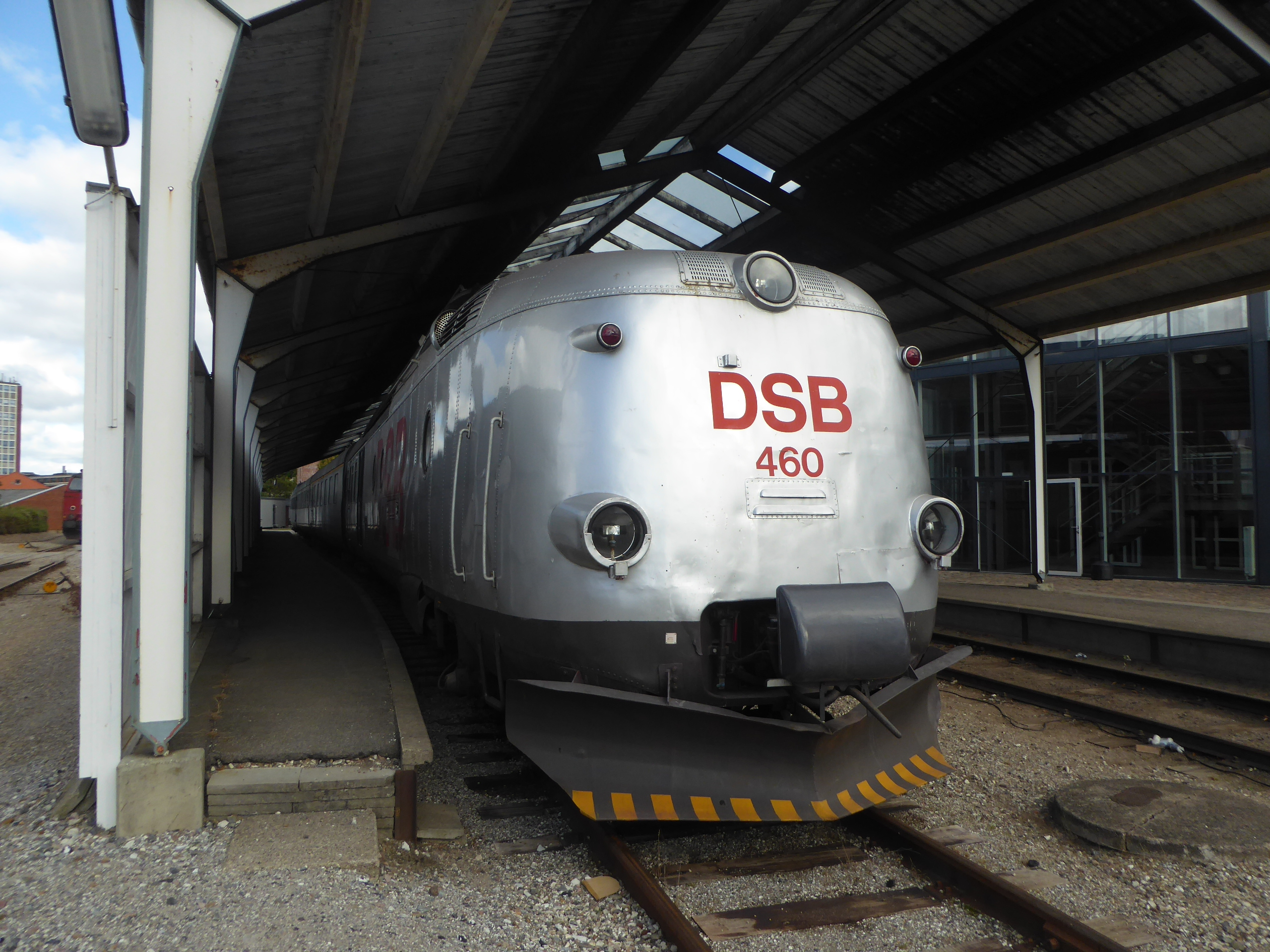
陈列于丹麦铁路博物馆（丹麥語：Danmarks Jernbanemuseum）的“丹麦国铁MA型柴油动车组”，2016年10月8日拍摄。

另外10组半列车于1991年（一说1992年）售予波兰的一间地区性铁路公司——卢布斯卡区域铁路。卢布斯卡区域铁路购入的10组半列车于1993年5月23日—1994年2月1日在卢布斯卡区域铁路运行。不久后，卢布斯卡区域铁路于1994年因效益不好而开始破产清算，卢布斯卡区域铁路清算工作于1997年完成，卢布斯卡区域铁路购入的该型动车组也于1995年卢布斯卡区域铁路清算期间被拆解报废。

## 车厢和编组
“丹麦国铁MA型柴油动车组”由多种类型的车厢组成，每种车厢承担不同的功能，包含MA车厢、AM车厢、BM车厢、BR车厢、BMk车厢、BS车厢。该型动车组在使用时通常将两组半列车组合为一列完整的列车使用，每组半列车为4节编组，两组半列车连起来组成完整的列车后为8节编组，这两组半列车也可以拆开。编组顺序为：MA车厢-AM车厢-BR车厢（或BMk车厢）-BS车厢 + BS车厢-BM车厢-AM车厢-MA车厢。
其中的“MA车厢”和“BS车厢”设有驾驶室。该型动车组为动力集中式动车组，仅MA车厢有动力，其余车厢均为无动力车厢。

### MA车厢

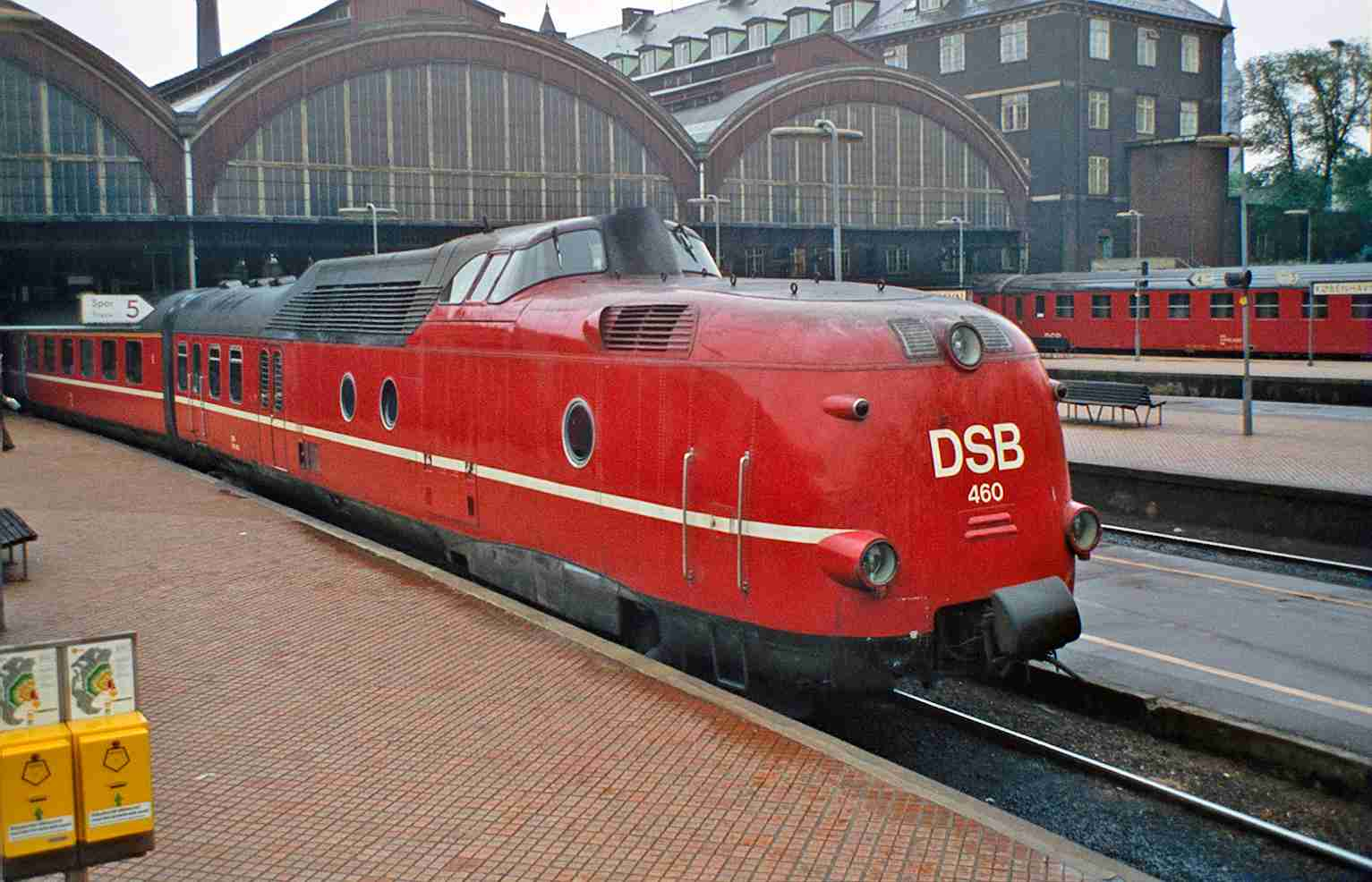
照片中前方列车的头车即为“MA车厢”，1980年前后拍摄于哥本哈根火车总站。

“MA车厢”是其中的有动力头车，用于提供动力，不供乘客使用，共制造11节。单节“MA车厢”长20米，重50吨。每节“MA车厢”可提供1100马力的动力。整列列车仅“MA车厢”为动力车厢，其余车厢均为无动力车厢。
“MA车厢”编号号段为MA 460至MA 470。编号为MA 460至MA 464的车厢制造于1963年，编号为MA 465至MA 468的车厢制造于1965年，编号为MA 469和MA 470的车厢制造于1966年。
其中编号为MA 460的“MA车厢”在退出丹麦国家铁路运营后被丹麦铁路博物馆收藏至今。其余“MA车厢”在退出丹麦国家铁路运营后被波兰的一间地区性铁路公司“卢布斯卡区域铁路”收购。“卢布斯卡区域铁路”购入的“MA车厢”于1995年拆解报废。

### AM车厢
“AM车厢”是其中的一等座车，共制造11节。单节“AM车厢”车厢长18.4米，重26吨，设有36个座位、两个洗手间。

“AM车厢”编号号段为AM 500至MA 509。编号为AM 500至AM 504的车厢制造于1963年。编号为AM 505和AM 506的车厢制造于1965年。编号AM 507的车厢先后有过两节；第一节制造于1965年，1967年因事故报废；第二节制造于1968年。编号为AM 508的车厢制造于1965年。AM 509的车厢制造于1966年。“AM车厢”除编号为AM 500的车厢被丹麦铁路博物馆收藏至今，和第一节编号为AM 507的车厢因事故报废外，其余“AM车厢”均在退出丹麦国家铁路运营后于被波兰的一间地区性铁路公司“卢布斯卡区域铁路”收购。“卢布斯卡区域铁路”购入的“MA车厢”于1995年拆解报废。

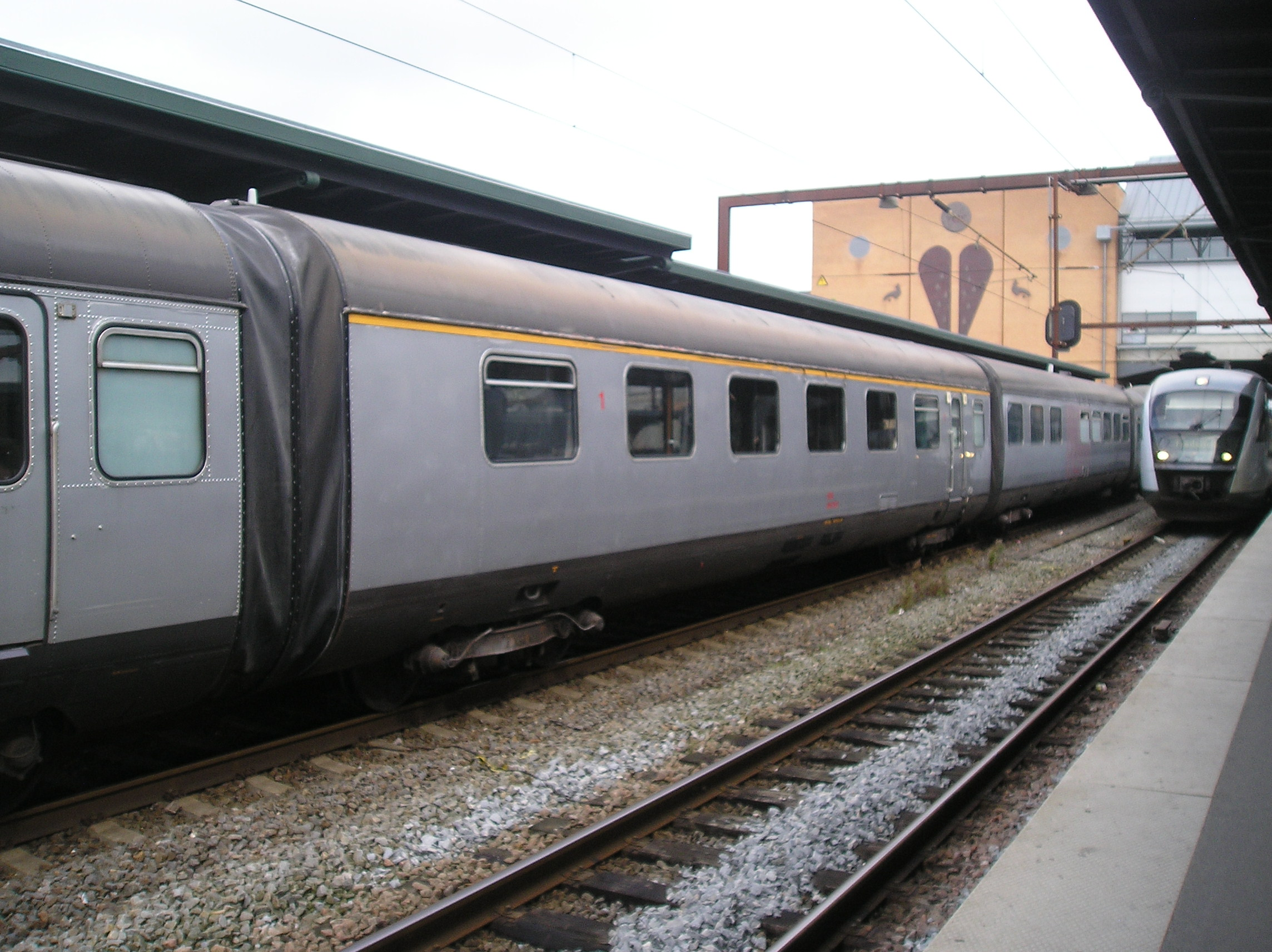
编号为AM 500的“AM车厢”，2010年8月21日拍摄于欧登塞站。
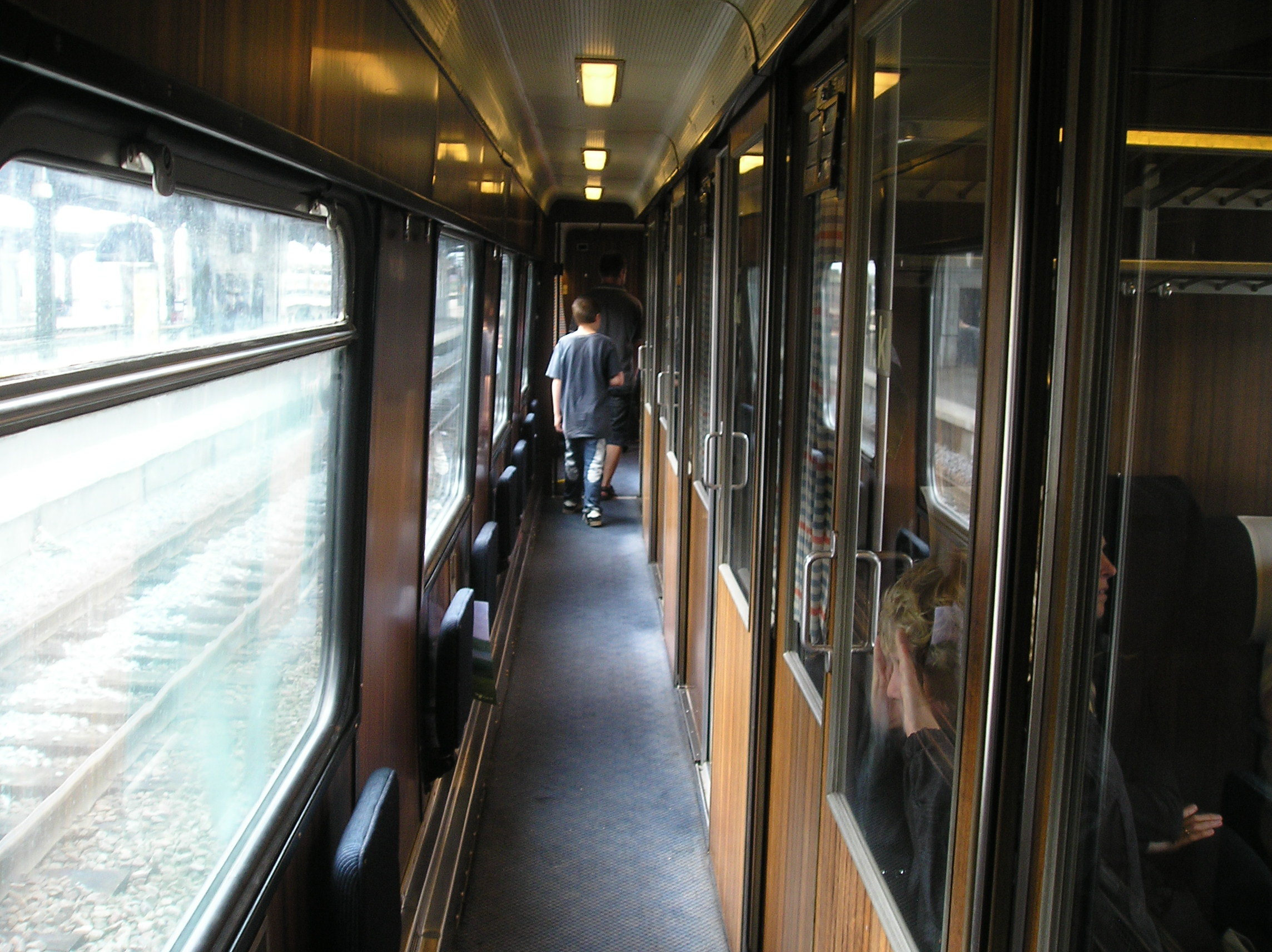
编号为AM 500的“AM车厢”内部的一等座包厢，2010年8月21日拍摄。

### BR车厢
“BR车厢”是其中的餐车/二等座车合造车，共制造6节，编号号段为BR 530至BR 535。单节“BR车厢”车厢长18.4米，重26吨。设有18个餐车座位和20个二等座座位。所有的“BR车厢”后均先后于1975年至1977年间改装为“BMk车厢”。
| 制造时间 | 改装前编号 | 改装时间 | 改装后编号 |
| -------- | ---------- | -------- | ---------- |
| 1963年   | BR 530     | 1977年   | BMk 530    |
| 1963年   | BR 531     | 1976年   | BMk 531    |
| 1963年   | BR 532     | 1977年   | BMk 532    |
| 1966年   | BR 533     | 1977年   | BMk 533    |
| 1966年   | BR 534     | 1977年   | BMk 534    |
| 1966年   | BR 535     | 1975年   | BMk 535    |

### BMk车厢
“BMk车厢”是其中的二等座车，单节“BMk车厢”车厢长18.4米，重26吨。“BMk车厢”共有6节，全部由“BR车厢”改装而来。 制造时间及改装时间详见下表：
| 制造时间 | 改装前编号 | 改装前车厢类型      | 改装时间 | 改装后编号 | 改装后车厢类型 |
| -------- | ---------- | ------------------- | -------- | ---------- | -------------- |
| 1963年   | BR 530     | 餐车/二等座车合造车 | 1977年   | BMk 530    | 二等座车       |
| 1963年   | BR 531     | 餐车/二等座车合造车 | 1976年   | BMk 531    | 二等座车       |
| 1963年   | BR 532     | 餐车/二等座车合造车 | 1977年   | BMk 532    | 二等座车       |
| 1966年   | BR 533     | 餐车/二等座车合造车 | 1977年   | BMk 533    | 二等座车       |
| 1966年   | BR 534     | 餐车/二等座车合造车 | 1977年   | BMk 534    | 二等座车       |
| 1966年   | BR 535     | 餐车/二等座车合造车 | 1975年   | BMk 535    | 二等座车       |

“BMk车厢”中除编号为BMk 530的车厢被丹麦铁路博物馆收藏至今外，其余在退出丹麦国家铁路运营后于被波兰的一间地区性铁路公司“卢布斯卡区域铁路”收购。“卢布斯卡区域铁路”购入的“BMk车厢”于1995年拆解报废。

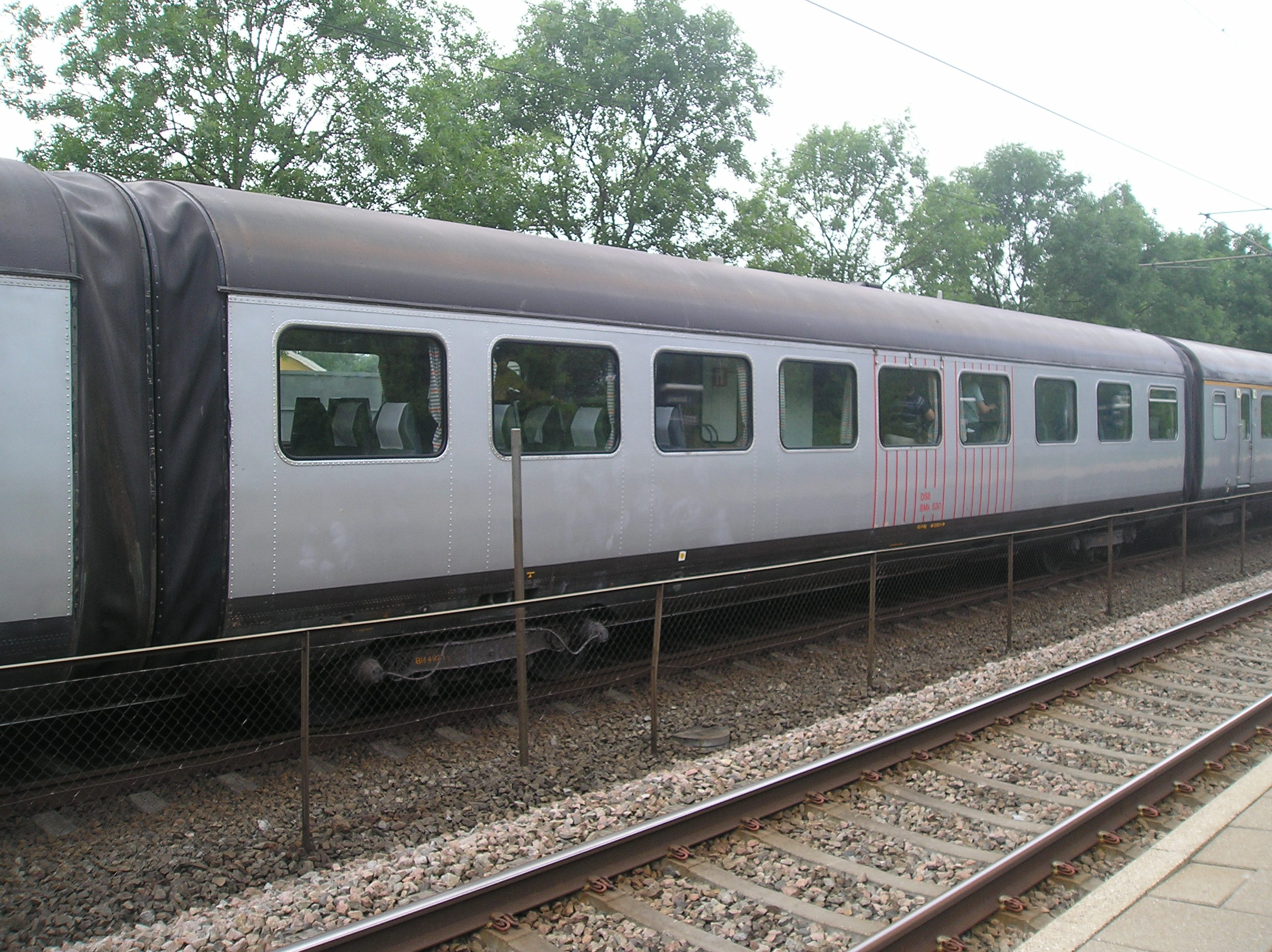
编号为BMk 530的“BMk车厢”，2010年8月21日拍摄。
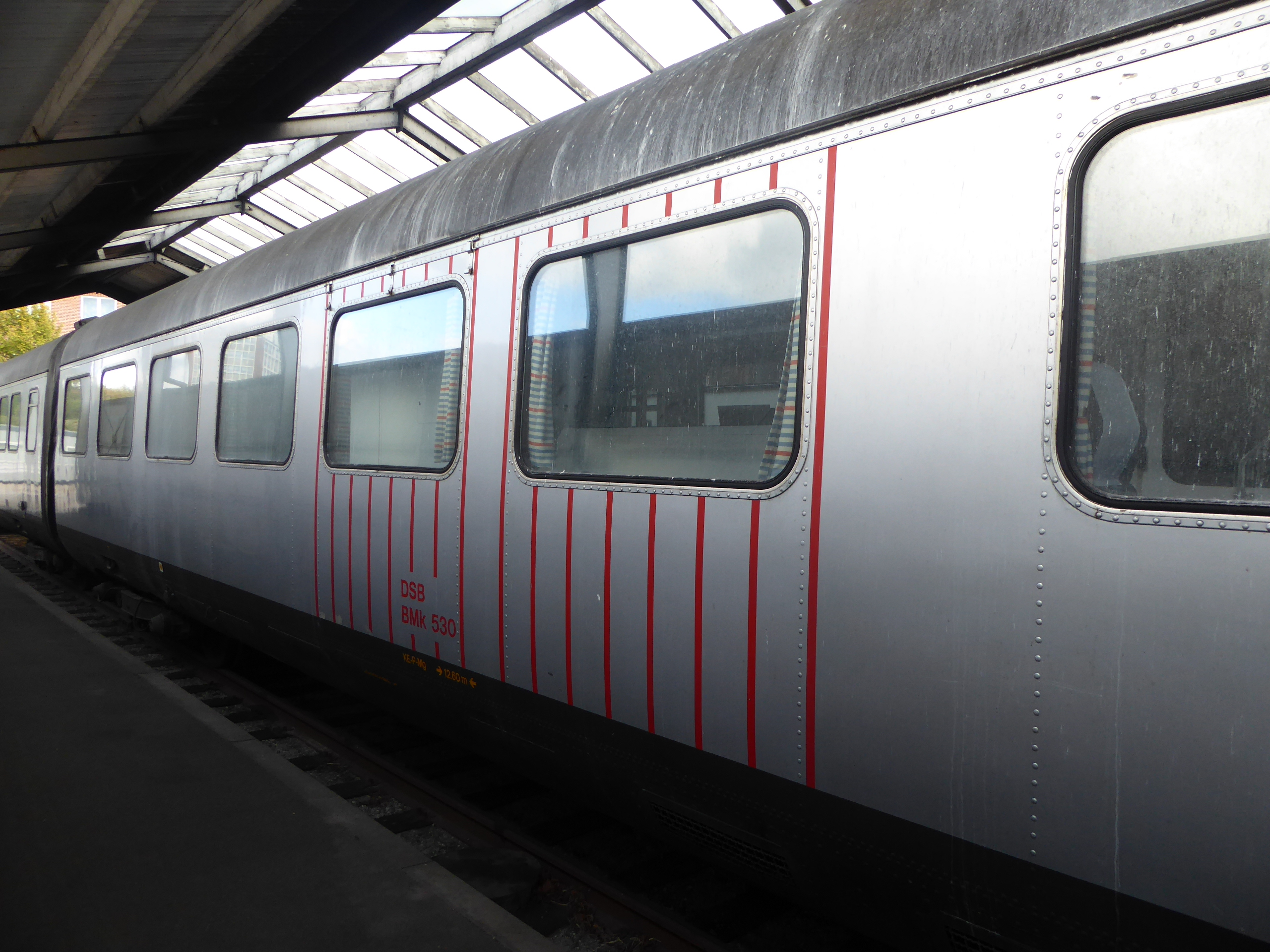
编号为BMk 530的“BMk车厢”，2016年10月8日拍摄于丹麦铁路博物馆（丹麥語：Danmarks Jernbanemuseum）。

### BS车厢

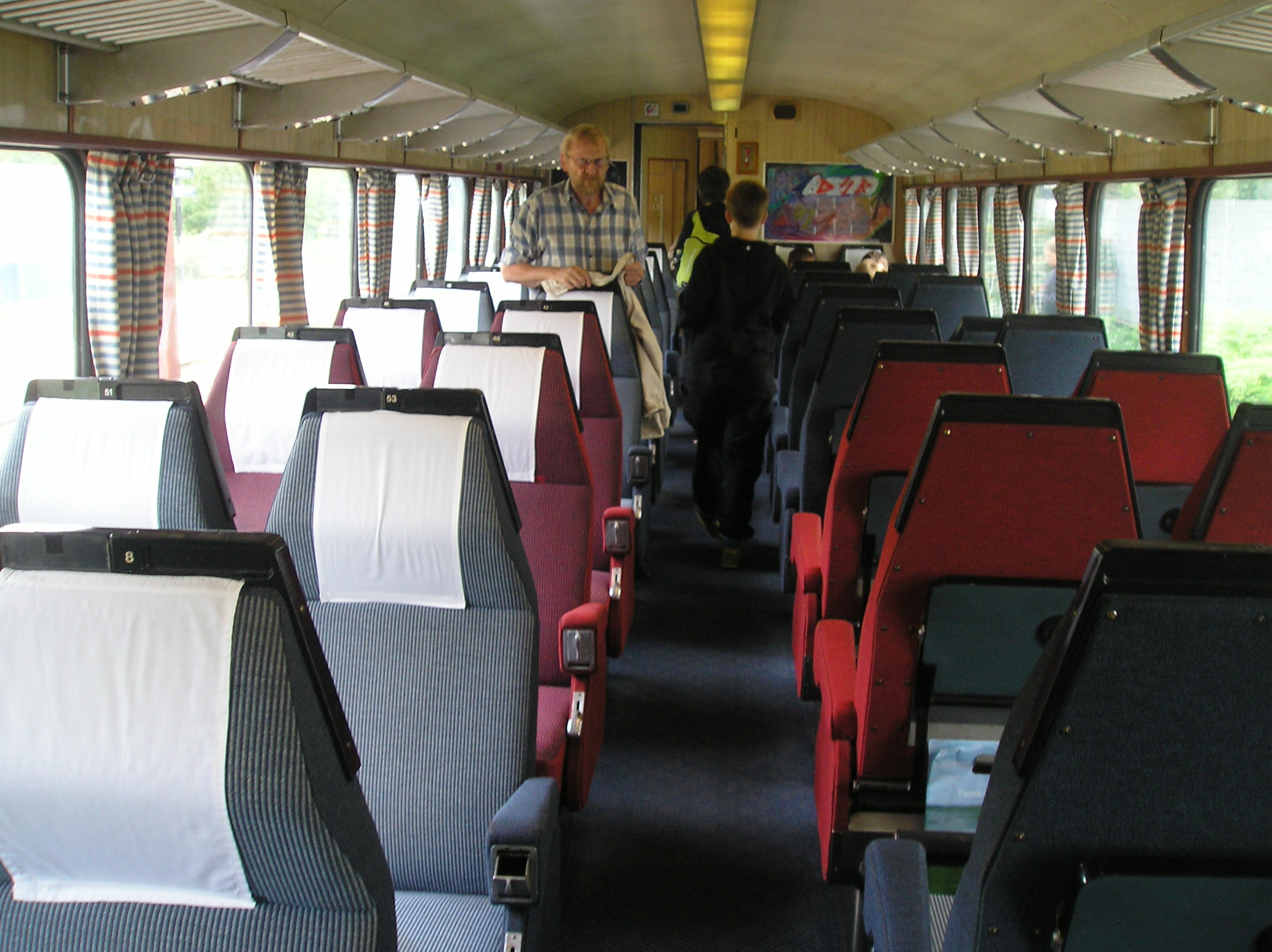
“BS车厢”内部，2010年拍摄。
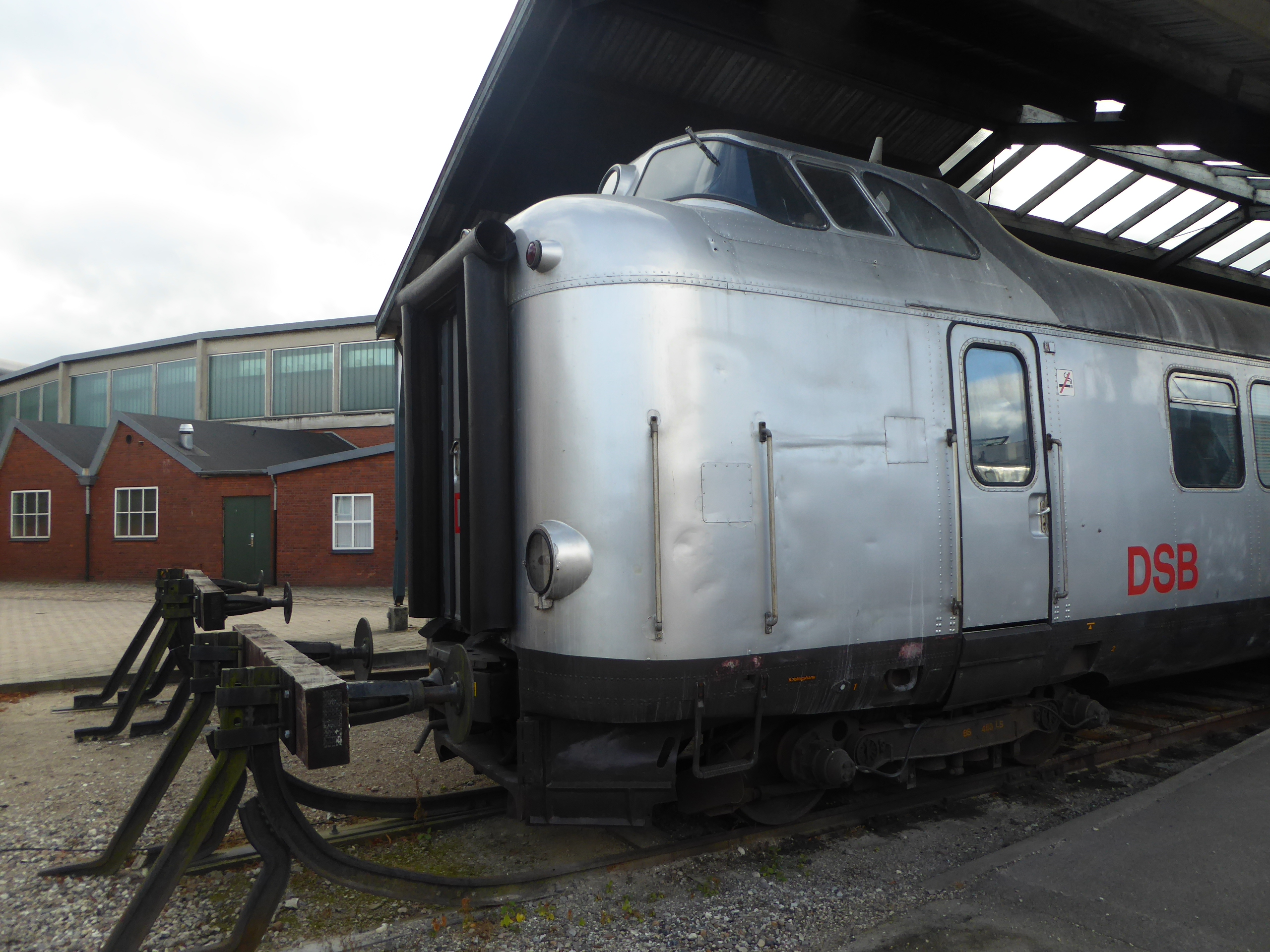
“BS车厢”，2016年10月8日拍摄于丹麦铁路博物馆（丹麥語：Danmarks Jernbanemuseum）。
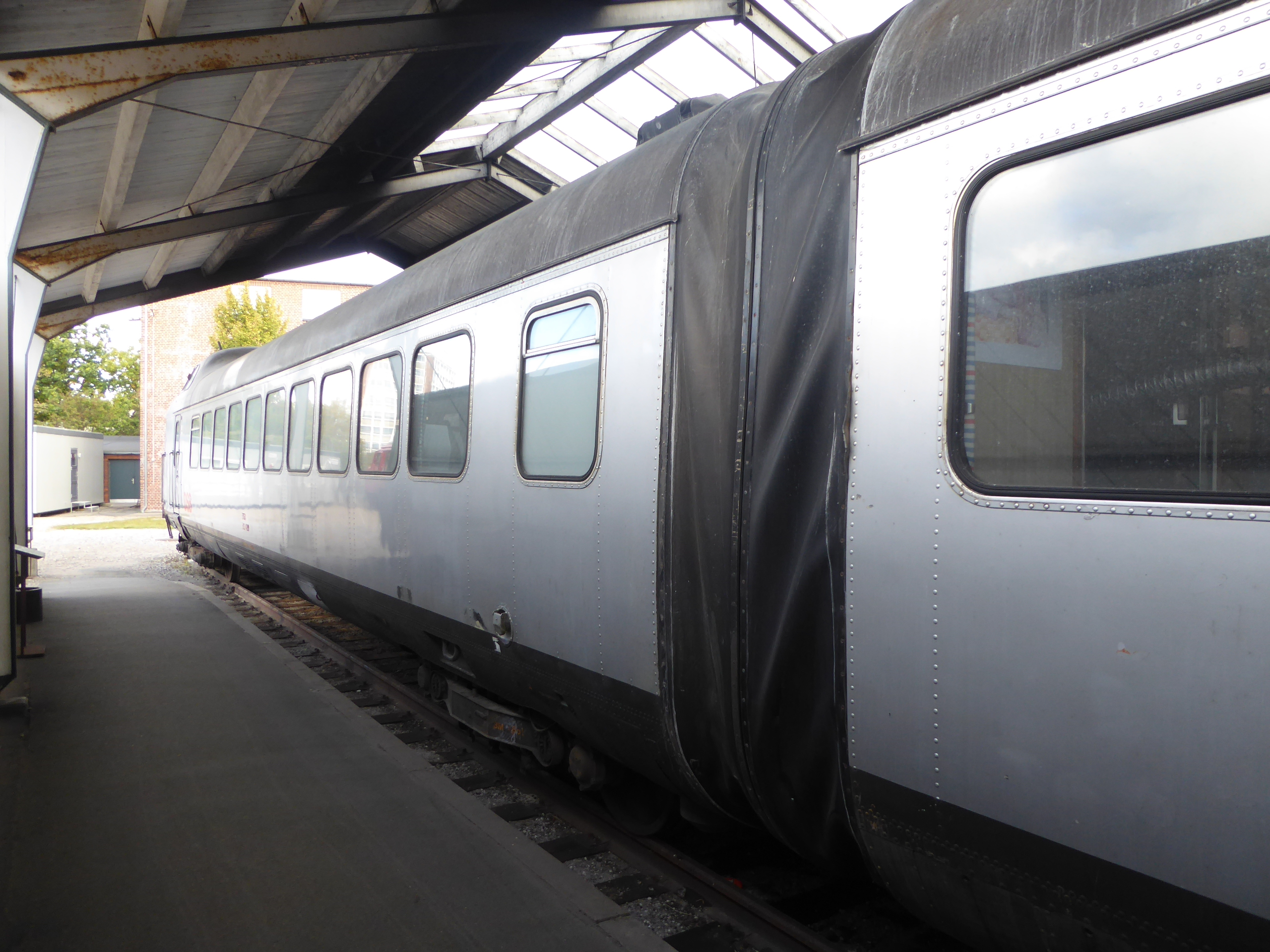
图中左侧车厢即为“BS车厢”，2016年10月8日拍摄于丹麦铁路博物馆（丹麥語：Danmarks Jernbanemuseum）。

“BS车厢”是其中的一节带驾驶室的二等座车，共制造10节。单节“BS车厢”长18.4米，重29吨，设有47个座位、两个洗手间。一列完整的“丹麦国铁MA型柴油动车组”的两组半列车连接处即位于两节“BS车厢”连接处。

### BM车厢
“BM车厢”是其中的二等座车，设有51个二等座座位。单节“BM车厢”长18.4米，重28吨，设有两个洗手间。“BM车厢”共制造6节，编号号段为BM 520至BM 525。
编号为BM 520和BM 521的“BM车厢”制造于1963年，其余“BM车厢”制造于1966年。“BM车厢”在退出丹麦国家铁路运营后全部被波兰的一间地区性铁路公司“卢布斯卡区域铁路”收购，后全部于1995年“卢布斯卡区域铁路”清算期间被拆解报废。